# Гоголь. Начало
«Го́голь. Нача́ло» — первая часть российского киносериала «Гоголь» от продюсерской компании «Среда», снятая режиссёром Егором Барановым по мотивам произведений Н. В. Гоголя из сборника «Вечера на хуторе близ Диканьки». Главную роль сыграл Александр Петров. Фильм вышел в широкий прокат 31 августа 2017 года.
«Гоголь. Начало» — первый из трёх фильмов киносериала «Гоголь», первого сериала России, который было решено выпустить в кинопрокат.
Фильм «Гоголь. Вий» вышел в прокат 5 апреля 2018 года, «Гоголь. Страшная месть» — 30 августа 2018 года. Затем три фильма разбились на 6 часовых серий, которые впоследствии вместе с ещё двумя сериями, не выходившими в прокат и не влияющими на общую драматургию, показали на телеканале «ТВ-3».

## Сюжет

### Глава первая. Убийства в Диканьке
1829 год. Юный Николай Васильевич Гоголь служит судебным писарем в III отделении Собственной Его Императорского Величества канцелярии в Санкт-Петербурге (хотя в реальности Третье Отделение было не сыскным по уголовным делам, а службой государственной безопасности с довольно широкими полномочиями). Во время несения службы, чаще всего при убийствах, Гоголя мучают припадки, во время которых его преследуют странные видения, и в бессознательном состоянии он записывает, казалось бы, бессмысленные слова.
Неожиданно Гоголь знакомится со знаменитым следователем Яковом Петровичем Гуро, который сразу отмечает необычное свойство молодого писаря: его бессвязные записи оказываются ценными подсказками для расследования и убийца в кратчайшие сроки оказывается раскрыт. Вечером того же дня Гоголь, разбитый критикой и неуверенностью в собственном таланте, в слезах и бессильной ярости сжигает все скупленные образцы своего первого наивно-романтического произведения «Ганц Кюхельгартен». Следующим утром Гоголя навещает Гуро, тёплым словом поддерживает его и советует не падать духом после первой неудачи пробы пера, и также выражает признательность за короткое сотрудничество. Гуро собирается расследовать таинственные убийства девушек в Полтавской губернии около небольшого села Диканька. Гоголь, ночью имевший виденье об этом, просит Гуро взять его с собой в качестве помощника и писаря, к тому же он родом из тех мест. Гуро, симпатизирующий и заинтригованный припадками-видениями юноши, с лёгкостью даёт своё согласие и они отправляются в путь.
Прибыв в Диканьку, Гоголь и Гуро начинают расследование. Убийцу описывают как Тёмного Всадника, причем суеверное население крайне неохотно помогает следствию из Петербурга, особенно в лице местного следователя Александра Христофоровича Бинха. Там же Гоголь знакомится с женой помещика Данишевского Елизаветой, поклонницей его творчества, к которой начинает испытывать (как он себя убеждает) платонические чувства. Знакомится он и с самим помещиком Данишевским, человеком странным и загадочным, живущим с женой обособленно от Диканьки, несмотря на близкое соседство. Во время одного из видений Гоголю является Оксана (как оказывается позже, русалка). В обмен на помощь Николая в опознании среди русалок ведьмы, высасывающую из утопленниц силу Оксана обещает помочь в расследовании. К удивлению и ярости Гуро выясняется, что такие же убийства происходили 30 лет назад и для их раскрытия ничего не было предпринято.
Во время очередного видения Гоголю удаётся опознать среди русалок ведьму, оказавшуюся Ганной с постоялого двора. Утром Гоголь и Гуро обнаруживают у заброшенной мельницы руку (русалки, раздирая ведьму на части, оторвали ей руку). Гоголь и Гуро предполагают, что нашли Всадника и спешат на постоялый двор, где обнаруживают Ганну; у неё отсутствует именно та рука, которая была найдена у мельницы. Разъярённая ведьма легко справляется с Гуро, после чего нападает на Гоголя, но её убивает Бинх. Дело раскрыто, и можно возвращаться в Санкт-Петербург, но ночью к Гоголю приходит Оксана в образе Лизы и говорит ему, что настоящий убийца на свободе, а Ганна была лишь пособницей. В это время в загоревшемся по соседству сарае Всадник сражается с Яковом Петровичем Гуро, сарай рушится, и все полагают, что Гуро и Тёмный Всадник погибли под его обломками. Однако останки Всадника найдены не были. Гоголь решает остаться и закончить расследование самостоятельно.
Ночью Всадник приходит к гробу Ганны и воскрешает её. Ведьма молит Всадника о прощении, говоря о странных способностях Гоголя, но Всадник глух к её мольбам. Из сарая, где держат тело Ганны, раздаётся крик ведьмы.

### Глава вторая. Красная свитка
Через несколько дней в Диканьке происходит новое убийство: баба Хавронья погибает прямо во время свидания при свечах с Поповичем, своим любовником. Тот остаётся жив, но бредит о свиной голове и красной свитке, символе супружеской неверности, который чёрт подбрасывает к порогу. Убийство обставлено так, будто его совершил Тёмный Всадник, но Гоголь во время припадка рисует лист липы («липа» означает подделку), а очнувшись, быстро подмечает, что знак Всадника в избе Хавроньи нарисован с ошибкой. Когда в доме обнаруживается орудие убийства, вину берёт на себя муж покойной.
На помощь Гоголю приводят местного доктора Леопольда Леопольдовича Бомгарта — человека исключительно научного склада ума, отрицающего существование нечистой силы. Вскрытие трупа показывает, что баба Хавронья умерла не от нанесённой раны, а от разрыва сердца из-за сильнейшего испуга. Её призрак начинает являться и угрожать падчерице Параске, у которой скоро свадьба. Гоголя же вновь мучают видения об Оксане и Елизавете: по словам русалки, чтобы научиться управлять своим даром, Николай должен отказаться от мирских привязанностей и, в первую очередь, от чувств к Лизе.
Разгадку Гоголь находит с помощью кузнеца Вакулы и доктора Бомгарта: свеча, купленная Параской у цыган (которая горела во время свидания Хавроньи и Поповича), начинена галлюциногенами — Гоголь, едва вдохнув дым от этой свечи, видит один из своих страхов: насмехающегося над ним Пушкина, чьей критики своего творчества он очень боится. Поняв, что убийца — это Параска, инсценировавшая нападение Всадника, чтобы мачеха не мешала ей выйти замуж, Гоголь изобличает её, но та убегает в лес. С помощью колдовства Параску ловит призрак Хавроньи и отдаёт Всаднику как новую жертву. Пытающиеся нагнать девушку Гоголь, Яким, Вакула и доктор Бомгарт, услышав её крик, хотят помочь, но путь им преграждает убитая Хавронья и колдовством подкидывает и кружит в воздухе. Лишь благодаря свече, зажжённой не замеченным Хавроньей доктором Бомгартом, героям удаётся спастись. Также происходит неожиданное: призрак Хавроньи, встретившись лицом к лицу с Гоголем, неожиданно приходит в ужас и с воплем «Нет! Не подходи ко мне! Тёмный…» исчезает, оставив Гоголя и его друзей в недоумении. Но долго недоумевать не приходится: Параска найдена мёртвой в лодке у берега реки, а на поляне чернеет жуткий символ Тёмного Всадника.
Следующим утром на постоялом дворе Гоголь собирает доктора Бомгарта, кузнеца Вакулу и своего слугу Якима — единственных людей, кому он может доверять во всей Диканьке; все трое соглашаются оказать ему помощь в борьбе со страшным противником. Незаметно для всех в старом зеркале появляется улыбающаяся Оксана. Выясняется, что среди вещей Якова Петровича Гуро оставался сундук, который тот повелел отдать Гоголю в случае непредвиденных обстоятельств. Вакула легко вскрывает замок сундука, на который никто не смог найти ключ. Прикоснувшись к замку, Гоголь получает новое видение: следующей жертвой Тёмного Всадника может стать Лиза. Улыбка сходит с лица Оксаны, и она исчезает.
Глава и первый фильм заканчиваются на сцене, где, казалось, погибший в пожаре, Яков Петрович Гуро обозревает село Диканьку, стоя на обрыве.

## В главных ролях
| Актёр             | Роль                                                       |
| ----------------- | ---------------------------------------------------------- |
| Александр Петров  | Николай Васильевич Гоголь                                  |
| Олег Меньшиков    | следователь Яков Петрович Гуро                             |
| Евгений Стычкин   | глава полицейского управления Александр Христофорович Бинх |
| Таисия Вилкова    | Елизавета (Лиза) Данишевская                               |
| Артём Ткаченко    | Алексей Данишевский                                        |
| Юлия Франц        | дочь мельника Оксана                                       |
| Евгений Сытый     | слуга Гоголя Яким Нимченко                                 |
| Ян Цапник         | доктор-патологоанатом Леопольд Леопольдович Бомгарт        |
| Сергей Бадюк      | кузнец Вакула                                              |
| Марта Тимофеева   | дочь кузнеца Вакулы Василина                               |
| Валерий Рыбин     | Тёмный Всадник                                             |
| Светлана Киреева  | Христина                                                   |
| Артём Сучков      | писарь Тесак                                               |
| Евгений Капитонов | отец Варфоломей                                            |
| Павел Деревянко   | Александр Сергеевич Пушкин                                 |
| Дмитрий Быковский | Солопий Черевик                                            |
| Виталий Коваленко | следователь Ковлейский                                     |
| Мария Мясникова   | Параська Солоповна Черевик                                 |
| Беата Маковская   | Хавронья                                                   |

## Съёмочная группа
- Автор идеи — Александр Цекало
- Авторы сценария — Наталья Меркулова, Алексей Чупов, Ким Белов, Тихон Корнев, Филипп Коняшов, Алексей Караулов
- Режиссёр-постановщик — Егор Баранов
- Оператор-постановщик — Сергей Трофимов, R.G.C.
- Исполнительный продюсер — Александра Ремизова
- Продюсеры — Валерий Федорович, Евгений Никишов, Александр Цекало, Артур Джанибекян

## Съёмки и производство
Съёмки фильма прошли в 2016 году в Псковской области и Санкт-Петербурге, где была создана декорация села Диканька.
Производством фильма «Гоголь. Начало» занималась продюсерская компания Александра Цекало «Среда», генеральный директор ТВ-3 Валерий Федорович, генеральный продюсер «ТВ-3» Евгений Никишов (на тот момент Федорович и Никишов были продюсерами «ТНТ») и Артур Джанибекян. Производство одной серии «Гоголя» обошлось примерно в 29 000 000 рублей, в то время как сборы первой части киносериала составили 444 485 278 рублей.

## Музыка
| №   | Название                                              | Автор(ы)    | Длительность |
| --- | ----------------------------------------------------- | ----------- | ------------ |
| 1.  | «Бабу вам привёз... покуражиться...»                  | Райан Оттер | 1:11         |
| 2.  | «В поисках истины..»                                  | Райан Оттер | 1:50         |
| 3.  | «Пять минут на сборы...»                              | Райан Оттер | 2:05         |
| 4.  | «Совсем нет крови...»                                 | Райан Оттер | 0:50         |
| 5.  | «Чем больше страданий, тем лучше писатель»            | Райан Оттер | 1:39         |
| 6.  | «Путь, который ведёт к цели...»                       | Райан Оттер | 1:32         |
| 7.  | «Перепёлочку попробуйте...»                           | Райан Оттер | 2:49         |
| 8.  | «Пойдёшь вслед за мной на адскую сковородку!»         | Райан Оттер | 0:58         |
| 9.  | «Всё движется в серебряной воде...»                   | Райан Оттер | 1:12         |
| 10. | «Иди спать, а свои пошлые истории при себе оставь...» | Райан Оттер | 1:21         |
| 11. | «Вы единственные кому я могу доверять...»             | Райан Оттер | 1:46         |
| 12. | «Гоголь»                                              | Скруджи     | 4:00         |

## Телепоказ
Премьера фильма в телевизионном эфире состоялась 22 декабря 2017 года на телеканале «ТВ-3». Показ прошёл с рейтингом 1,8 % и долей 8,7 % в целевой аудитории «все зрители 14-44 лет», что стало одним из лучших результатов для кино на «ТВ-3» в 2017 году. Фильм занял 11 место в топе самых рейтинговых кинофильмов среди всех телеканалов за период с 18 по 24 декабря 2017 года.

## Премии и награды
- В 2017 году фильм получил премию фестиваля «Accolade Global Film Competition» в номинации «Award of Excellence» за выдающийся кинематографический уровень[12][13] и премию фестиваля «The Indie Gathering International Film Festival» в номинации «TV pilot — foreign» за лучший зарубежный пилот телевизионного сериала[14].
- В 2018 году фильм получил премию ТЭФИ в номинации «Событие телевизионного сезона», специальный приз Ассоциации продюсеров кино и телевидения в номинации «За успешный кинопрокат телесериала»[15] и премию «Global Music Awards» за саундтрек (Ryan Otter)[16].

## Факты
- Решение о том, что Гоголя сыграет Александр Петров, было принято Александром Цекало на съёмках другого его проекта с участием Петрова — сериала «Sпарта»[17] (который также режиссировал Егор Баранов): Цекало предложил Петрову примерить парик и обнаружил сходство с классиком[18].
- Первоначально Александр Цекало предлагал «Первому каналу» осуществить съёмки фильма, но по причине стремления канала поставить на паузу костюмированные исторические драмы фильм был снят на деньги ТНТ[19], однако вследствие решения руководителя субхолдинга «Газпром-Медиа Развлекательное Телевидение» Артура Джанибекяна освободить эфир ТНТ от драматических сериалов было решено переместить телевизионную премьеру фильма на канал «ТВ-3»[20], однако в преддверии кинопремьеры сиквела «Гоголь. Вий» ТНТ всё же поставил фильм в свою эфирную сетку 1 апреля 2018 года[21].
- Композитор Ryan Otter в шестой раз работает с режиссёром Егором Барановым[22].
- В основе сюжета лежат не только произведения Николая Гоголя, но также те легенды о его личности, которые родились ещё при жизни писателя[22].
- В середине фильма Яков Петрович Гуро (герой Олега Меньшикова) спрашивает Гоголя: «А не хлопнуть ли нам по рюмашке?» Это фраза другого киногероя Меньшикова — Костика из фильма «Покровские ворота»[23].